# Andrzej Skowroński
Andrzej Skowroński (* 16. November 1953 in Krakau; † 10. Dezember 2020 in Bydgoszcz) war ein polnischer Ruderer.

## Biografie
Andrzej Skowroński nahm an den Weltmeisterschaften 1979 im Doppelvierer teil. Auch bei den Olympischen Sommerspielen 1980 in Moskau startete er in der Doppelvierer-Regatta. Dort wurde er zusammen mit Zbigniew Andruszkiewicz, Ryszard Burak und Stanisław Wierzbicki Siebter.
Nach seiner Karriere war er als Rudertrainer beim Bydgoski Klub Wioślarek tätig.